# Barchatowo (Kraj Krasnojarski)
Barchatowo (ros. Бархатово) – wieś (sieło) w Rosji, w Kraju Krasnojarskim, w rejonie bieriozowskim. W 2021 liczyła 1482 mieszkańców.